# ヴァイマール三角連合

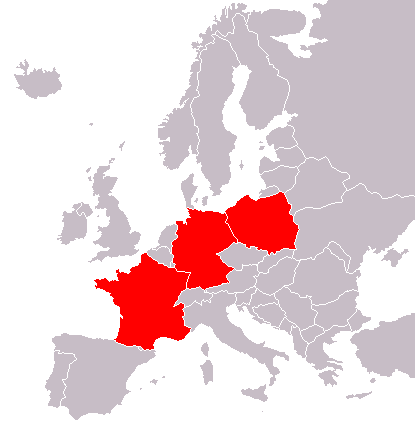
ヴァイマール三角連合加盟国（フランス、ドイツ、ポーランド）

ヴァイマール三角連合（ヴァイマール三国連合、ヴァイマル・トライアングル）は、ポーランド、ドイツ、フランスの3つの国家をつなぐ緩やかな国家連合を指す。これは加盟国相互の関係を増進させる目的で創設された。

## 概要
当初、ヴァイマール三角連合は1991年にドイツのヴァイマール市において、ポーランドが共産主義体制から脱却するのを援助する目的で創設された。これに参加した各国の外相は、フランスのローラン・デュマ、ドイツのハンス・ディートリヒ・ゲンシャー、そしてポーランドのクシシュトフ・スクビシェフスキである。
通常は首脳会談の形をとっている。また、ヴァイマール三角連合には毎年開催される外相会談などの様々な下部組織がある。
2003年の首脳会談はポーランドのアレクサンデル・クファシニェフスキ大統領が主催し、フランスのジャック・シラク大統領とドイツのゲルハルト・シュレーダー首相が出席した。共同声明において、ヴァイマル三角連合が「あらゆるレベルや分野においてこれら3ヶ国の協力関係をさらに強化していくことになる」ことが高らかに謳われた。
2005年5月19日には、シュレーダー、シラク、クファシニェフスキがフランスのナンシーで会談を行い、ヨーロッパ連合（EU）問題について協議した。
近年はその役割が再度重要視されつつあり、特にドイツとポーランドの総合的な政治的協力関係が深化している。ヴァイマール三国は欧州連合の集団安全保障に関する問題にも共同で取り組んでおり、2010年12月には欧州委員会あてに共同書簡を提出、欧州連合の加盟国の軍事的統合を強く訴えている。2011年2月のヴァイマール三国首脳（ニコラ・サルコジ、アンゲラ・メルケル、ブロニスワフ・コモロフスキ）会談ではこの方針が首脳同士で確認された。
これにあわせて三角連合加盟国同士の軍事的交流も本格化し、2011年7月には「ヴァイマール戦闘集団」の結成条約が調印された。「ヴァイマール戦闘集団」はヴァイマール三角連合加盟国ポーランド・ドイツ・フランスの準軍事同盟で、2013年から作戦に入っている。主にEUより東方の軍事的緊急事態に即応するのが目的とされ、常備組織としてはポーランドが機械化部隊と歩兵部隊、ドイツが兵站部隊、フランスが医療部隊を拠出、緊急時にはさらに加盟各国軍から非常設部隊が参加する。総司令部はフランスのパリ郊外ヴァレリアンにある。

## 会談の歴史

### 外相会談
1. 1992年4月23－24日、ベルジュラック（フランス）
2. 1993年11月11－12日、ワルシャワ（ポーランド）
3. 1994年9月14－15日、バンベルク（ドイツ）
4. 1995年10月26日、パリ（フランス）
5. 1996年12月19日、ワルシャワ（ポーランド）
6. 1997年11月19日、フランクフルト (オーダー)（ドイツ）
7. 1999年1月6日、パリ（フランス）
8. 1999年8月30日、ヴァイマール（ドイツ）
9. 2000年6月7日、クラクフ（ポーランド）
10. 2008年6月、パリ（フランス）
11. 2009年6月、ヴァイマール（ドイツ）
12. 2010年4月26-27日、ボン（ドイツ）

### 首脳会談
1. 1993年9月21日、グダニスク（ポーランド）
2. 1998年2月21日、ポズナニ（ポーランド）
3. 1999年5月7日、ナンシー（フランス）
4. 2001年2月27日、ハムバッハ（ドイツ）
5. 2003年5月9日、ヴロツワフ（ポーランド）：ポーランドのヨーロッパ連合（EU）加盟の数日前の開催
6. 2005年5月19日、ナンシー（フランス）
7. 2006年7月3日、ヴァイマール（ドイツ）：ポーランド大統領レフ・カチンスキの体調不良のため延期
8. 2011年2月7日、ワルシャワ（ポーランド）[4][5]

### 国防相会談
1. 2006年7月25日、ヴィエリチカ（ポーランド）
2. 2007年12月18日、ベルリン（ドイツ）

### 国会議長会談
1. 2010年5月28-29日、エッセン（ドイツ）

## 参照
1. ↑  http://www.novinite.com/view_news.php?id=123148 'Weimar Triangle' Urges Deeper EU Defense Integration
2. ↑  http://uk.reuters.com/article/idUKTRE6BC1V720101213 France, Germany, Poland urge closer EU defence ties
3. ↑  http://www.dw-world.de/dw/article/0,,14824630,00.html
4. ↑  http://www.monstersandcritics.com/news/europe/news/article_1616651.php/Germany-European-issues-on-summit-agenda-at-Weimar-Triangle Germany: European issues on summit agenda at Weimar Triangle
5. ↑  http://www.dw-world.de/dw/article/0,,14824630,00.html Poland, Germany and France stress need for EU security policy 
Deutsche Welle